# Tillandsia macrochlamys
Tillandsia macrochlamys är en gräsväxtart som beskrevs av John Gilbert Baker. Tillandsia macrochlamys ingår i släktet Tillandsia och familjen Bromeliaceae. Inga underarter finns listade i Catalogue of Life.